# Francesc Xavier Casals
Francesc Xavier Casals Vidal (Badalona, España, 1880 – Barcelona, España, 1954) fue un político, sindicalista y dirigente deportivo español. Republicano vinculado al catalanismo de izquierdas, fue Consejero de Trabajo de la Generalidad de Cataluña entre 1932 y 1933. Fue presidente del FC Barcelona durante la guerra civil, entre 1937 y 1939.

## Biografía

### Actividad sindicalista
Viajante de comercio, fue presidente del Centro Autonomista de Dependientes del Comercio y de la Industria (CADCI) entre 1920 y 1932, aunque entre 1923 y 1924, durante la Dictadura de Primo de Rivera, la presidencia fue suspendida y Casals encarcelado. Fue militante de Unió Catalanista.

### Trayectoria política
Tras la proclamación de la Segunda República se afilió a Esquerra Republicana de Catalunya y fue nombrado Consejero de Trabajo de la Generalidad de Cataluña durante el primer gobierno de Francesc Macià. Repitó el cargo durante el segundo gobierno de Macià, añadiendo las competencias de Asistencia Social.

### Trayectoria como dirigente deportivo
Socio del Futbol Club Barcelona desde 1925, ingresó en la junta directiva del club como contable durante la presidencia de Esteve Sala y se mantuvo tras ser nombrado presidente Josep Suñol. Con el estallido de la guerra civil española formó parte del comité de empleados encargado de gestionar el club en ausencia del presidente Suñol, fusilado por tropas franquistas el 6 de agosto de 1936. El 29 de noviembre de 1937 el comité de empleados se disolvió y Casals fue nombrado presidente accidental. Se mantuvo en el cargo hasta la entrada de las tropas franquistas en Barcelona, el 26 de enero de 1939, cuando el nuevo régimen nombró una nueva junta gestora. Casals fue depurado por sus antecedentes republicanos y catalanistas y encarcelado por segunda vez.
Apartado de la vida pública, falleció en el anonimato en 1954. Su trayectoria como presidente azulgrana cayó en el olvido de historiadores y del propio club hasta diciembre de 2013, cuando su figura fue restituida por el FC Barcelona, que añadió oficialmente su nombre a la lista de presidentes del club.